# Condado de Borsod-Abaúj-Zemplén
Borsod-Abaúj-Zemplén (en húngaro: Borsod-Abaúj-Zemplén vármegye) es un condado administrativo situado al noroeste de Hungría, más exactamente la región de Hungría Septentrional. Limita con Eslovaquia y los condados vecinos de Nógrád, Heves, Hajdú-Bihar y Szabolcs-Szatmár-Bereg. Su capital es Miskolc. 

## Orígenes y significados del nombre
El condado lleva el nombre de tres condados históricos de Hungría , cada uno de ellos estaba centrado alrededor de un castillo.
Borsod lleva el nombre del castillo al que pertenecía. El castillo posiblemente recibió el nombre de su primer mayordomo, Bors (en el idioma húngaro antiguo, el sufijo -d era un sufijo derivado de los nombres de lugares, por lo que el nombre Borsod significa 'lugar que pertenece a Bors'). El nombre Bors en sí es de origen húngaro, derivado de la palabra prestada turca bors , que significa 'pimienta negra / grano de pimienta' o un nombre personal eslavo Bor(i)š , Borša . El castillo en sí era un castillo motte y se encontraba cerca de la actual Edelény .
Abaúj es una forma abreviada del nombre de su castillo, Abaújvár . La porción Aba se refiere al clan Aba que gobernó el área en la Edad Media, mientras que új vár significa 'nuevo castillo'. El castillo estaba cerca del pueblo de Abaújvár .
Zemplén también lleva el nombre de su castillo. El nombre se deriva de la palabra eslovaca zem o del eslavo zemlja , que significa "tierra, suelo, tierra" o "país". El castillo, como su nombre lo indica, era una mota con muros de tierra; sus restos todavía se pueden ver cerca del pueblo eslovaco de Zemplín .
Tenga en cuenta que además de estos tres castillos, había otros castillos en los antiguos condados que se convirtieron en el moderno Borsod-Abaúj-Zemplén, como el conocido Füzérvár .

## Escudo y bandera
El escudo de armas
El escudo de armas del condado se creó en 1991 a partir de los escudos de armas de los antiguos condados que ahora forman parte de Borsod-Abaúj-Zemplén. De izquierda a derecha: escudo de armas del condado de Abaúj-Torna. – Escudo de armas del condado de Zemplén. – Escudo de armas del condado de Borsod. – Escudo de armas de Gömör / condado de Gömör-Kishont (con su color de fondo rojo cambiado al mismo azul que se usa en el escudo de armas de Abaúj).
La bandera está dividida verticalmente en dos secciones iguales (roja y azul), con el escudo de armas en ella y el nombre del condado bordado con hilo dorado debajo del escudo de armas. Su relación es 2:1. El uso del escudo de armas y la bandera está regulado por el consejo del condado.

## Geografía
Borsod-Abaúj-Zemplén es una de las zonas con mayor diversidad geográfica de Hungría. Se encuentra donde las Montañas del Norte se encuentran con la Gran llanura húngara , por lo que las partes del norte del condado son montañosas, con algunos de los picos más altos y las cuevas más profundas del país, las partes del sur son planas. La temperatura promedio es más baja que la del país, la humedad promedio es más alta (7–800 mm / año). La región tiene el récord del país de temperatura más baja: −35 °C (−31 °F) el 16 de febrero de 1940 en la ciudad de Görömböly-Tapolca (ahora Miskolctapolca .)

### Ríos
Tisza , que forma una frontera natural entre los condados Borsod-Abaúj-Zemplén y Szabolcs-Szatmár-Bereg
Sajó , afluente del Tisza
Bodrog , un afluente de Tisza
Hernád , afluente del Sajó

### Puntos más altos
Istállós-kő , Montañas Bükk (959 m.)
Nagy-Milic , Sierra de Zemplén (894 m.)

## Historia
El condado de Borsod-Abaúj-Zemplén se creó después de la Segunda Guerra Mundial a partir de los condados de Borsod -Gömör-Kishont, Abaúj-Torna y Zemplén anteriores a 1938 (ver también: Reforma administrativa de 1950 en Hungría ).

### Desde la Conquista hasta la ocupación turca (900s-1526)
El condado histórico (en húngaro: vármegye - "condado del castillo", ya que cada uno de ellos pertenecía a un castillo) surgió durante la Edad Media . El condado de Borsod pertenecía al Castillo de Borsod , Abaúj pertenecía al Castillo de Újvár (en el actual pueblo de Abaújvár) y Zemplén pertenecía al Castillo de Zemplén (hoy en Eslovaquia).
En ese momento, el área de Borsod también incluía el condado posterior de Torna, y Abaúj también incluía los condados posteriores de Sáros y Heves. En el siglo XII, el antiguo comitatus de Abaúj se dividió en los condados de Abaúj, Heves y Sáros, mientras que Torna se separó de Borsod. Durante los siguientes cientos de años, las fronteras permanecieron sin cambios.
Aproximadamente dos tercios de las áreas de estos condados eran propiedad real, los otros estaban gobernados por clanes, por ejemplo, el clan Miskóc (que dio nombre a la ciudad de Miskolc). El área estaba habitada principalmente por siervos del castillo y colonos extranjeros (pechenegos, valones , checos y alemanes). Para el siglo XII, cada vez más áreas eran propiedad de familias nobles y de la Iglesia . La mayor parte de Borsod estaba gobernada por el clan Bors-Miskóc, mientras que Abaúj era propiedad del clan Aba.
Para el siglo XIV, la mayor parte del área era propiedad de los aristócratas. Para enderezar su gobierno, Carlos I de Hungría emprendió la guerra contra ellos. El palatino Amadé Aba (género Aba) fue gobernante "de facto" del norte de Hungría. Carlos I de Hungría traicionó y derrotó a Amadé en la Batalla de Rozgony en 1312, y también ganó poder sobre el norte de Hungría.
Las diferencias entre pueblos y aldeas se hicieron importantes durante la era Anjou de Hungría. En Borsod y Abaúj, la Ciudad Real Libre de Kassa (hoy Košice , Eslovaquia) y Miskolc surgieron como las ciudades más importantes. El Castillo de Diósgyőr tuvo su apogeo bajo Luis I (Luis el Grande), fue una de las residencias favoritas de la familia real.
En el siglo XVI la viticultura cobra mayor importancia. Hoy Tokaj-Hegyalja en Zemplén es uno de los distritos vinícolas más importantes y famosos de Hungría, hogar del famoso vino Tokaji (llamado así por la ciudad Tokaj, el centro del distrito vinícola).

### Desde la ocupación turca hasta la Primera Guerra Mundial (1526-1914)

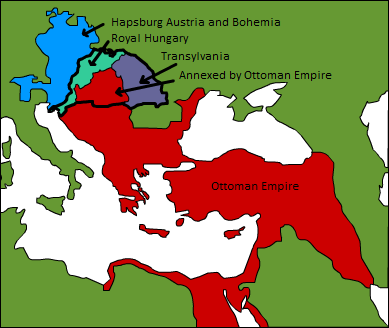
Territorio húngaro después de la batalla de Mohács, en 1526. Las fronteras del reino húngaro en negro, las otras áreas de los Habsburgo en azul y verde, Transilvania en violeta, el Imperio Otomano en rojo.

Después de la batalla de Mohács , a medida que los turcos ocupaban cada vez más los territorios del sur de Hungría, el área de Borsod-Abaúj-Zemplén, como la parte más al norte del país, se convirtió en un área importante. Después de que terminó la ocupación turca y Hungría se convirtió en parte del Imperio Habsburgo, el área, debido a su distancia de Austria , fue la base principal de la resistencia y mantuvo este estatus hasta el Compromiso austrohúngaro, cuando Hungría, anteriormente una mera provincia del Imperio, se convirtió en socio igualitario de Austria (1867). La familia de Francisco Rákóczi II (líder de la Revolución contra el gobierno de los Habsburgo a principios del siglo XVIII) tenía propiedades aquí, y la revolución en sí se organizó desde aquí.
La región también tenía importancia cultural. La Reforma comenzó su expansión en Hungría en esta zona, y se abrió el primer colegio protestante en Sárospatak . Muchos de los personajes importantes del Siglo de las Luces crecieron en esta región, por ejemplo, los importantes políticos Lajos Kossuth , Bertalan Szemere y László Palóczy , y el reformador lingüístico Ferenc Kazinczy .
Durante el siglo XVIII varios pueblos compraron su libertad a sus terratenientes feudales . Se formaron nuevos gremios , se construyeron manufacturas, se abrieron minas, se construyeron vidrierías y fraguas. Miskolc comenzó a alcanzar a Kassa y asumió el papel de ciudad líder de la región, y debido a esto, Borsod fue el condado de más rápido desarrollo de los tres condados. Llegaron muchos colonos extranjeros, eslovacos, griegos, alemanes, rusos; incluso hoy en día hay pueblos enteros con un número significativo de ellos. Según el censo de 1787 Borsod, Abaúj y Zemplén tenían casi 500.000 habitantes.
Después del Ausgleich , el norte de Hungría, al igual que otras partes del país, experimentó una era de prosperidad y rápido desarrollo. Se construyeron nuevas fábricas, se construyeron líneas de ferrocarril, la población creció. En 1882, el condado de Abaúj se fusionó con Torna y pasó a llamarse Abaúj-Torna .
Los comerciantes griegos y judíos aparecieron en el comercio local en el siglo XVIII, con un número menor de húngaros y alemanes. Hay datos sobre los griegos alrededor de 1702, en 1760 había 31, en 1770 46, en 1777 50 comerciantes griegos en Miskolc. Para la década de 1810, la hegemonía de los comerciantes griegos había cesado, los comerciantes judíos ya habían alquilado más tiendas que los griegos en 1817, y prácticamente habían dejado de existir a mediados del siglo XIX. Los comerciantes judíos se establecieron en Miskolc esencialmente al mismo tiempo que los griegos, o solo un poco más tarde. En 1744 se informó un censo de 14 comerciantes judíos y en 1774 de 23 familias. Según el censo de 1841, su número era de 1.105, lo que representa el 4,1% de la población total. Cuando los comerciantes extranjeros se establecieron en Miskolc, al principio no fueron bienvenidos por el público, pero luego los griegos se fusionaron con la sociedad húngara, y la emancipación de los judíos comenzó bajo una ley de 1840, pero no obtuvieron su plena libertad de religión hasta 1848.

### Desde 1914 hasta hoy

Diferencias entre las fronteras del Reino de Hungría (en anaranjado) y Austria (en amarillo) dentro del Imperio austrohúngaro y el Reino de Hungría, independiente después del tratado de Trianón.

Después de la Primera Guerra Mundial y el Tratado de Trianon , Hungría tuvo que ceder su parte norte a Checoslovaquia . Abaúj-Torna tuvo que ceder el 48% de su área, el 72% de Zemplén pasó a formar parte de Checoslovaquia, solo Borsod permaneció completamente dentro de Hungría. El condado vecino de Gömör-Kishont retuvo el 7,5% de su área y las partes restantes se fusionaron con Borsod. Las cabeceras de condado eran Miskolc (Borsod-Gömör-Kishont), Szikszó (Abaúj-Torna) y Sátoraljaújhely (Zemplén).
En virtud del Primer Laudo de Viena , arbitrado por la Alemania nazi y la Italia fascista tras el Acuerdo de Múnich , Hungría volvió a anexar territorios que habían sido cedidos a Checoslovaquia. Durante la Segunda Guerra Mundial Kassa fue la capital de Abaúj-Torna. Después de la victoria aliada en Europa, se restablecieron las fronteras anteriores a 1938. La administración del país necesitaba volver al statu quo anterior a la guerra, ya que la mayoría de las apropiaciones de tierras resultaron ser temporales. Cientos de miles de húngaros que quedaban en Eslovaquia fueron expulsados por la fuerza. En 1950 se unieron las partes húngaras de los antiguos condados Borsod-Gömör-Kishont, Abaúj-Torna y Zemplén, formando el condado de Borsod-Abaúj-Zemplén, siendo Miskolc la capital del condado.
Durante la era socialista , la región se convirtió en el centro de la industria pesada. Surgieron pueblos completamente nuevos en lugar de pequeños pueblos ( Tiszaújváros , Kazincbarcika ), el carácter industrial de las ciudades existentes se hizo más importante (Miskolc, Ózd .) La urbanización fue rápida, trabajadores de todo el país llegaban a estas ciudades y pueblos, y la población de Miskolc alcanzó su nivel más alto en la década de 1980 (alrededor de 211.000.) El final de la era socialista y la recesiónde la década de 1990 golpeó con fuerza, la tasa de desempleo es una de las más altas del país, y los gobiernos locales tratan de salir de la crisis fortaleciendo el potencial turístico. Esto parece ser una buena idea, ya que Borsod-Abaúj-Zemplén es un área geográficamente diversa con ricos tesoros naturales y culturales.

## Subdivisiones
Se divide en dieciséis distritos:
- Distrito de Cigánd (capital: Cigánd)
- Distrito de Edelény (capital: Edelény)
- Distrito de Encs (capital: Encs)
- Distrito de Gönc (capital: Gönc)
- Distrito de Kazincbarcika (capital: Kazincbarcika)
- Distrito de Mezőcsát (capital: Mezőcsát)
- Distrito de Mezőkövesd (capital: Mezőkövesd)
- Distrito de Miskolc (capital: Miskolc)
- Distrito de Ózd (capital: Ózd)
- Distrito de Putnok (capital: Putnok)
- Distrito de Sárospatak (capital: Sárospatak)
- Distrito de Sátoraljaújhely (capital: Sátoraljaújhely)
- Distrito de Szerencs (capital: Szerencs)
- Distrito de Szikszó (capital: Szikszó)
- Distrito de Tiszaújváros (capital: Tiszaújváros)
- Distrito de Tokaj (capital: Tokaj)

## Estructura territorial

### Condados urbanos
- Miskolc

### Poblaciones principales
Ordenadas según el censo del año 2001:
| Ózd (39 114)             |  | Mezőcsát (6578)     |
| Kazincbarcika (32 934)   |  | Szikszó (6062)      |
| Sátoraljaújhely (18 352) |  | Emőd (5471)         |
| Mezőkövesd (17 995)      |  | Tokaj (5155)        |
| Tiszaújváros (17 581)    |  | Nyékládháza (5021)  |
| Sárospatak (14 718)      |  | Szendrő (4355)      |
| Sajószentpéter (13343)   |  | Borsodnádasd (3605) |
| Edelény (11220)          |  | Abaújszántó (3422)  |
| Szerencs (10213)         |  | Cigánd (3299)       |
| Putnok (7625)            |  | Gönc (2254)         |
| Felsőzsolca (7157)       |  | Pálháza (1114)      |
| Encs (7000)              |  |                     |
| Kistokaj (2100)          |  |                     |